# 黃油潤滑系統
黃油潤滑系統，顧名思義，是以使用的潤滑油品來作分類，因此另有機油潤滑系統，其實也有用切削水、太古油等作為介質的潤滑系統，只是一般而言，會使用切削水、太古油的主要目的是在冷卻，次要目的才是潤滑，故一般仍以黃油（潤滑脂）和機油兩大分類為主。
黃油潤滑系統，可用黃油黏度區分，其單位為NLGI，黃油之黏稠度範圍，從最高NLGI NO.1~6，到NLGI NO.000、00、0號。
但一般作為潤滑系統使用之黃油黏度範圍為NLGI 0號到2號居多。
固態黃油黏度愈高，硬度也愈高，潤滑系統需要的技術層次如壓力、推動方式等也就愈高，所以目前能使用固態黃油的潤滑系統種類較少。
黃油潤滑系統，以作動方式來作區分，同樣可分為手動、電動與氣動等多種方式。